# Acide crépénynique
L'acide crépénynique est un acide gras polyinsaturé acétylénique — possédant une triple liaison — à 18 atomes de carbone. C'est un composé naturel présent notamment chez Crepis alpina, une plante du genre Crepis, chez qui il est synthétisé à partir d'acide linoléique par une enzyme, la Delta12-acide gras déshydrogénase (EC 1.14.99.33), utilisant le NADH ou le NADPH comme cofacteurs.